# Johann Christoph Frauenholtz
Johann Christoph Frauenholtz (getauft am 19. Oktober 1684 in Ahorn bei Coburg; † 9. November 1754 in Straßburg) war ein deutscher Komponist, Musiker und Dichter. Als städtischer Musikdirektor war er für die Musik der sieben evangelischen Kirchgemeinden in Straßburg verantwortlich und prägte darüber hinaus das musikalische Leben der Stadt über vierzig Jahre lang maßgeblich mit.

## Leben
Über Frauenholtz’ Jugend und musikalische Ausbildung ist wenig bekannt. Zwischen 1701 und 1707 besuchte er das Gymnasium Casimirianum in Coburg. Seit 1710 ist er in Straßburg nachweisbar als Student der Rechte. 1714 wurde er vom Oberen Kirchenrat in der Nachfolge von Hartwig Zysich († 1712) zum städtischen Konzertdirektor und „Capellmeister“ an der Neuen Kirche, wo er schon zuvor als Choragus (Chorleiter) tätig war, sowie Leiter des Collegium musicum ernannt und erwarb in der Folge das Bürgerrecht.

## Werk

### Musik
Frauenholtz werden mindestens fünf Kantatenjahrgänge zugeschrieben, die nur handschriftlich überliefert sind. Erhaltene Straßburger Inventare verweisen auf vier Kantatenzyklen zu je vier Sing- und Instrumentalstimmen sowie einen Zyklus Arien für eine Stimme und vier Instrumente (Gemeinde St. Aurélie, Eintrag vom 2. Januar 1737), hinzu kommt ein zweiter Arien-Zyklus 1742. Das Inventar von St. Pierre-le-Vieux (1730) verzeichnete fünf Kantatenzyklen (insgesamt 335 Stücke) und 98 Arien, davon deckt sich ein Zyklus mit jenem erhaltenen am Collegium Wilhelmitanum (Vergleich der Incipits). Das 1770 erstellte Verzeichnis des Collegium Wilhelmitanums verzeichnet 131 Stücke, von denen noch 60 erhalten sind, teilweise allerdings fragmentarisch. Auch in Karlsruhe haben sich Abschriften erhalten. Insgesamt sind 69 Stücke erhalten.
Seine Kantaten und kirchenmusikalischen Werke dokumentieren den musikalischen respektive kompositorischen Erfahrungsraum hinsichtlich der protestantischen Kirchenmusik nach 1710, der mit der „Umwandlung der sogenannten älteren Kirchenkantate zur madrigalischen Kantate nach den Dichtungen Erdmann Neumeisters“ in Verbindung gebracht wird.
Form und Anlage der Kantaten sind sehr unterschiedlich, von dreiteiligen Solokantaten bis zu mehrteiligen Chorwerken. Gemeinsam ist ihnen die Kürze sowie die Vermeidung kontrapunktischer Künstlichkeit und allzu weltlicher „Coloraturen“, die sich bewusst an den liturgischen Bedingungen der Kirchenmusik in Straßburg orientierten. Sie weisen eine auf wenige Sätze beschränkte Gesamtdisposition vor und bilden Zeugnisse einer angeregten Rezeption moderner weltlicher und geistlicher Musik vorwiegend italienischer Prägung.
Formale Prägnanz, rhythmische Kraft sowie eine eingängige melodische Gestaltung führten zur zeitweisen Popularität von Frauenholtz. Ein Eintrag in den Ratsprotokollen zu Aalen vom 13. Dezember 1736 dokumentiert, wie die Eingängigkeit seiner Arien ein Problem für den Gottesdienst darstellten: „Herr Praeceptor Eberhard Ludwig Schibel gibt durch eine christliche gehorsame Supplique zuverstehen, wie daß die bißher in der Kirchen abgesungene Fraunholzische Arien dermaßn gemein worden, daß dieselbe fast den Vögeln auff d[e]n Tächern gemein worden, dahero derselbe vor nützlicher hielte des Herrn Cantoris und Musices Directoris zu Ötting Herrn [Georg Leonhard] Neußens Sonn- und Festtags Compositiones anzuschaffen […].“
Bei den Kantaten von Frauenholtz ist die äußerste Kürze ihrer ein- und mehrteiligen Formen ebenso hervorstechend wie der Primat der Außenstimmen. Die Chorsätze sind ausnahmslos homophon komponiert; figurale Mehrstimmigkeit oder kontrapunktische Künste, wie bei den meisten seiner zeitgenössischen Kollegen, aber auch theatralische Koloraturen kommen selten vor, womit Frauenholtz als Vertreter eines „reduzierten“ oder auch „galanten“ Stils einzuschätzen wäre. Seine Werke zeichnen sich auch durch manche kühne harmonische Kadenz aus sowie eine der eleganten Simplizität des Chorsatzes entgegenstehende, geradezu virtuose Gestaltung der (meist ersten) Violine, der auch solistische Passagen zukommen. Zugleich tendiert Frauenholtz zur freien Durchkomposition. In den mehrteiligen Werken sind die Rezitative sehr kurz gehalten, während die Rahmung durch Außen-Chorsätze für einen geordneten Verlauf bürgt.

### Poesie
Neben seinen Kompositionen trat Frauenholtz auch als Verfasser der Textsammlung „Zions Geistliche Blumen-Lust, oder Cantaten, Arien und Lieder“ hervor, die mindestens viermal nachgedruckt und bis ins 19. Jahrhundert rezipiert wurde. Im Vorwort verteidigt Frauenholtz die teilweise eigenwillige literarische Struktur der Texte als bewusstes poetologisches Konzept einer nach musikalischen Maßstäben vorgenommenen Dichtung: „Der Poesie-Verständige Leser wird zwar in einigen Cantaten / etliche Arien antreffen / welche Ihm nach denen Poetischen GrundRegeln / nicht accurat gemacht zu seyn / vorkommen; Allein / diesem dienet zur freundlichen nachricht / dass ich viele Cantaten / und Lieder / nach der Musicalischen Invention verfertiget; da hingegen andere Componisten die Musicalische Invention nach der Poesie richten müssen.“
Die Sammlung schließt sich sprachlich der Blumen-Metaphorik des Pegnesischen Blumenordens an, einer Nürnberger Sprachgesellschaft, die 1644 – nach dem Vorbild der Fruchtbringenden Gesellschaft – von Georg Philipp Harsdörffer und Johann Klaj gegründet und 1662 von Sigmund von Birken wiederbelebt wurde, von Letzterem hat Frauenholtz Texte vertont. Wenigstens zwei Texte der Sammlung hat Frauenholtz auch vertont, wobei er sie musikalisch extrem flexibel, in unterschiedlichsten Formen und Besetzungen umsetzte.